# Mlýn Dänemark
Mlýn Dänemark (Těšitelův) je vodní mlýn v Kutné Hoře v městské části Žižkov, který stojí v údolí při říčce Vrchlice jihozápadně od centra města. Je chráněn jako nemovitá kulturní památka České republiky. Předmětem ochrany je mlýn s hospodářským křídlem a zbytky obvodového zdiva, stodola, ohradní kamenná zeď s brankou na západní straně a jižní ohradní kamenná zeď, dva původní brody pro povozy, jez, mlýnský náhon a pozemek. 

## Historie
Vodní mlýn je zmíněn roku 1491. Byl barokně přestavěn a další úpravy proběhly v 70. letech 20. století.
Mlýn byl pojmenován podle sousedící štoly, kde pracovali Dánové.

## Popis

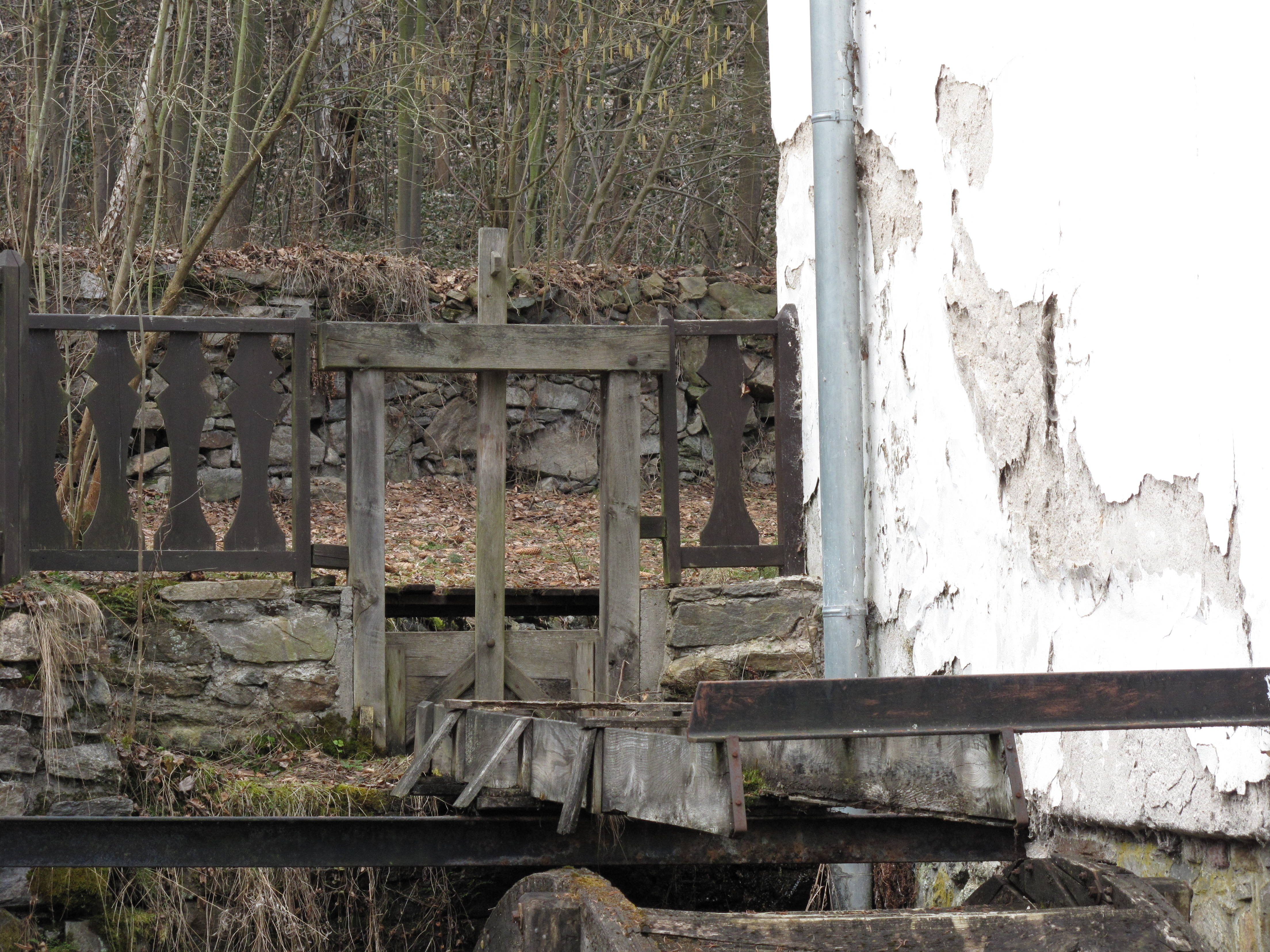
vyústění náhonu nad mlýnským kolem

Zděná budova mlýna stojící samostatně na půdorysu lichoběžníka je kryta mansardovou střechou. Ze západní strany je přízemní, na dalších třech patrová; východní strana je orientovaná k Vrchlici. Na severní straně má objekt v patře dřevěnou pavlač se vstupem do patra budovy v dřevěné zárubni.
Voda je vedena k mlýnu náhonem ze severozápadní strany od Vrchlice z místa nad jezem. Od řeky je oddělen stavidlem, prochází při západní straně areálu a dál je veden k jižní straně mlýna s mlýnským kolem. Odtud pak voda teče tunelem k Vrchlici a dále souběžně podél ní do dalšího mlýna.
Z jižní a západní strany odděluje areál mlýna od okolí kamenná zeď, z ostatních stran tvoří přírodní hranici řeka. Při severozápadním a jihovýchodním kraji jsou součástí cesty dva můstky přes řeku, původně brody pro povozy.